# Reinhold Bachler
Reinhold Bachler (Eisenerz, 26 dicembre 1944) è un ex saltatore con gli sci austriaco.

## Palmarès

### Olimpiadi invernali
- Argento a Grenoble 1968 nel salto con gli sci, trampolino normale.